# Rose de Viterbe
Rose de Viterbe - (1235-1252) est une jeune femme du Tiers-Ordre franciscain, pénitente et mystique, considérée sainte, mais officiellement reconnue sainte par l'Église catholique. Sa fête est célébrée le 6 mars selon le Martyrologe romain.

## Biographie

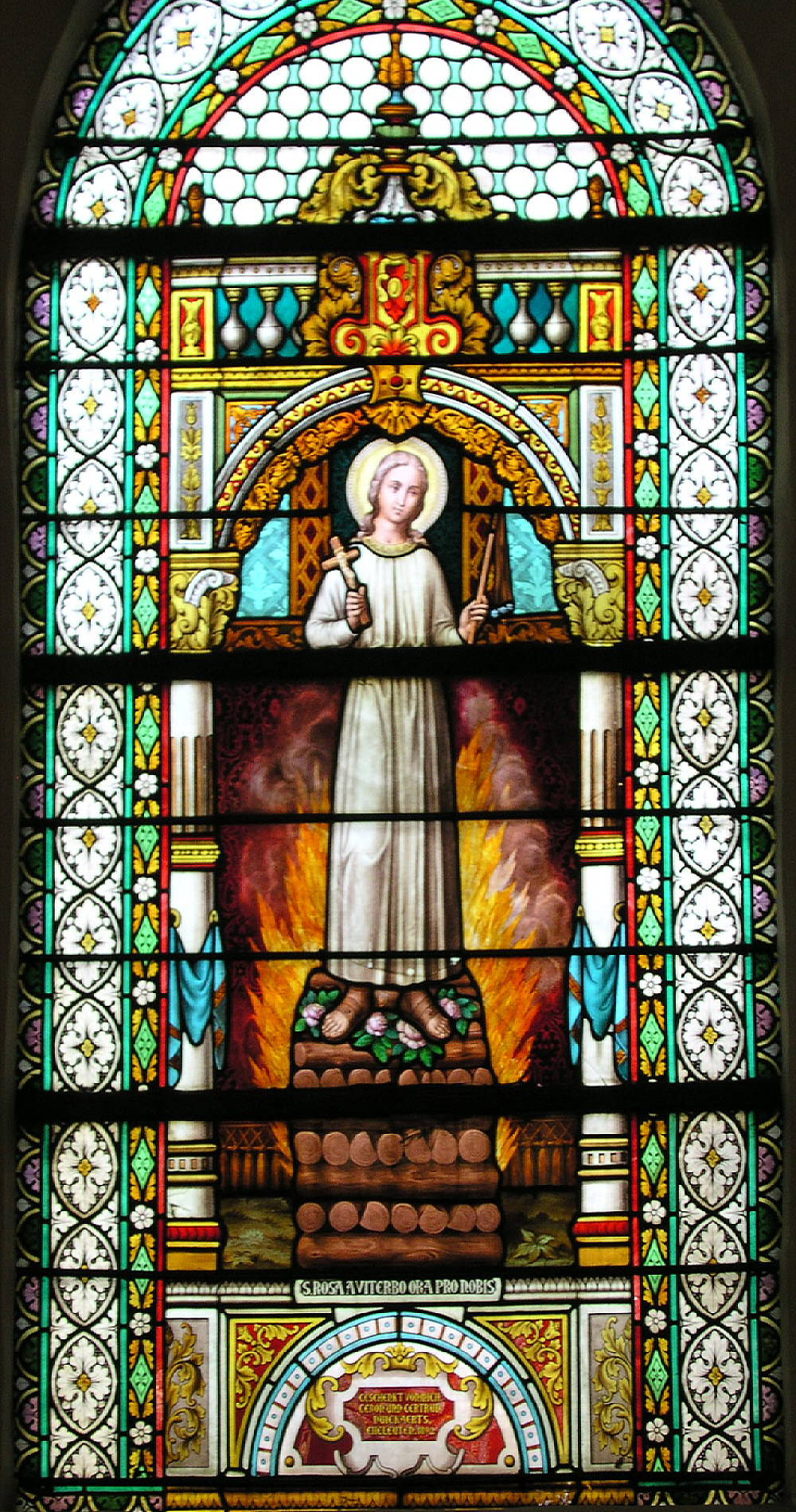
Vitrail représentant sainte Rose de Viterbe, à l'église Saint-Brice de Hombourg, en Belgique.

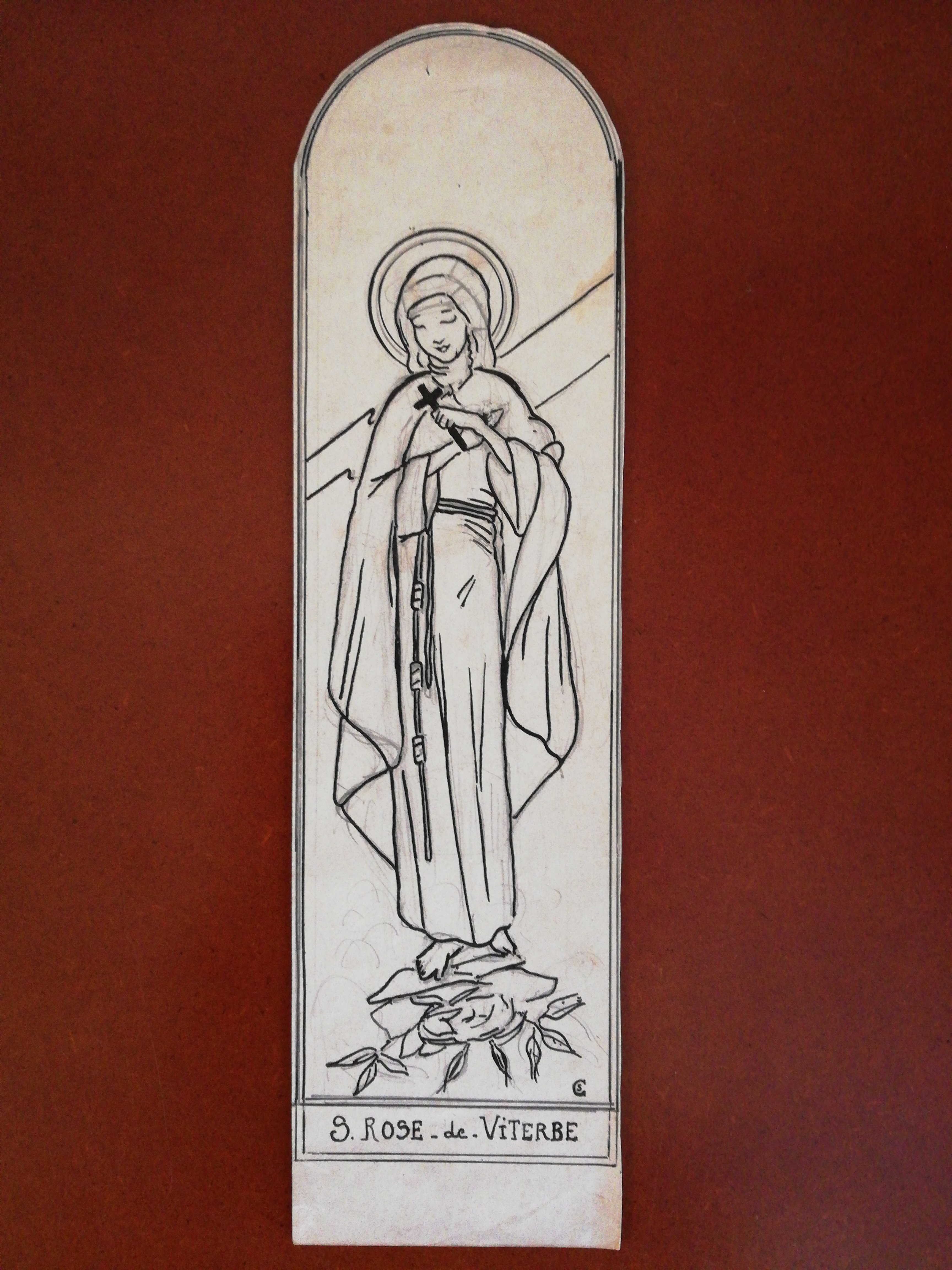
Sainte Rose de Viterbe, dessin amateur, milieu XX.

Elle naît dans une famille très pauvre, à l'époque ou Frédéric II est en conflit avec l'Église et veut s'emparer des États pontificaux.
Très pieuse depuis sa petite enfance, elle se rend tous les jours à l'église, et distribue son pain aux mendiants. Sa légende raconte qu'elle ressuscita sa tante, qu'on emmenait au cimetière.
Soucieuse de vivre une vie de pauvreté et d'identification au Christ, elle entre dans le Tiers-Ordre de Saint François, afin de réaliser son idéal religieux.
Obéissant à sa vocation, elle exhorte les foules à la pénitence et à la soumission au Pape. Elle parcourt les rues de Viterbe, en habit de pénitente, pieds nus, un crucifix à la main. Des miracles sont observés sur son passage.
Le gouverneur impérial de Viterbe, irrité par l'influence de Rose, la fait comparaître à son tribunal. Elle lui répondit : « Je parle sur l'ordre d'un Maître plus puissant que vous, je mourrai plutôt que de Lui désobéir ». Elle finit par être chassée de Viterbe avec toute sa famille et part pour Soriano nel Cimino.

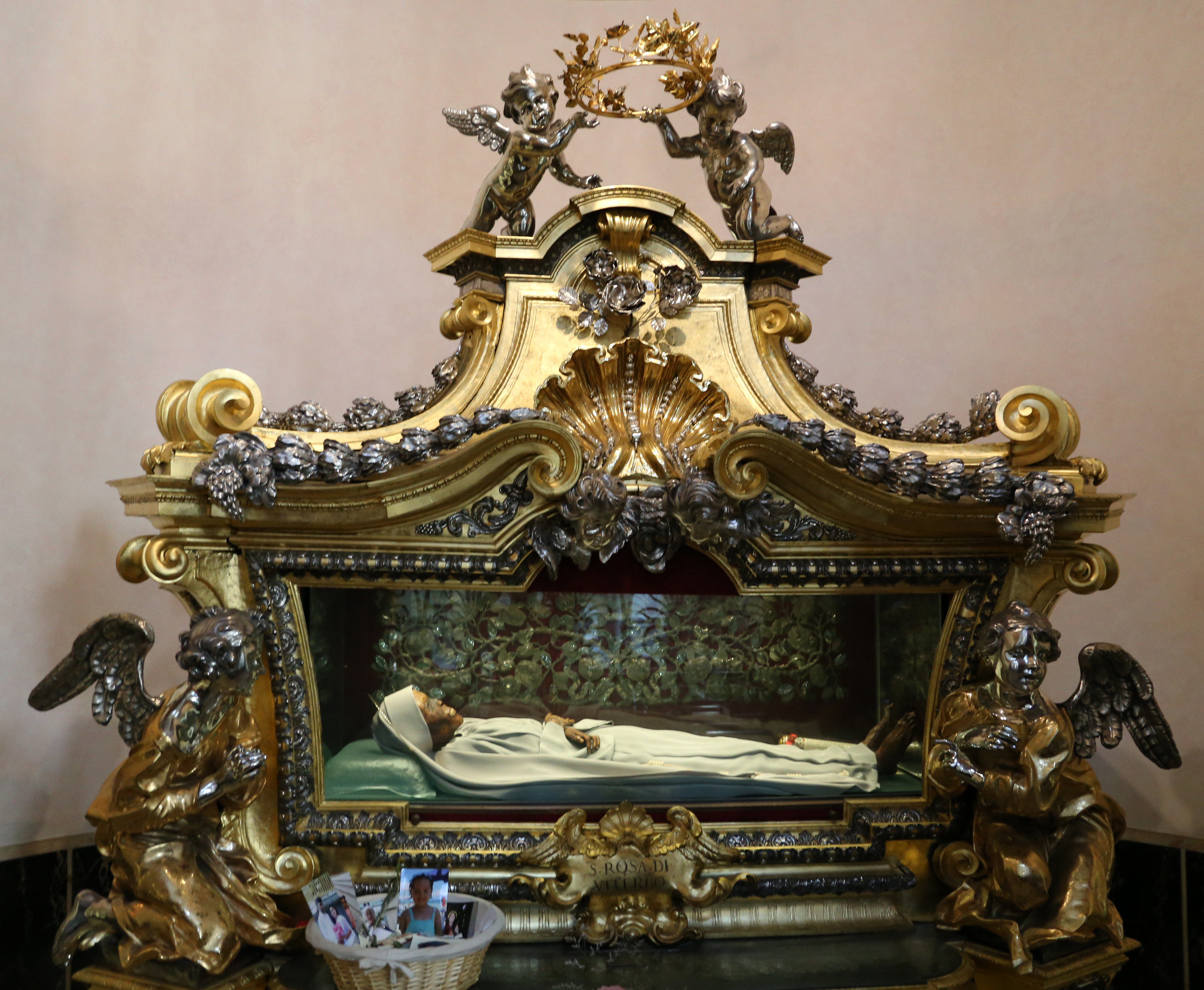
Le corps de sainte Rose, sanctuaire à Viterbe.

Sainte Rose, peu de temps après, annonce la mort de Frédéric II qui, effectivement, succomba. Les habitants de Viterbe rappellent Rose, et la reçoivent triomphalement. Le pape Innocent IV, exilé d'abord à Gênes puis à Lyon, peut alors revenir à Rome

« Ne pouvant pas entrer au couvent de Sainte-Marie-des-Roses, parce qu'elle était trop pauvre pour apporter une dot suffisante, elle vit dans la maison de ses parents, se vouant à la contemplation et à la pénitence. Plusieurs autres jeunes filles la rejoignent. »

Elle meurt le 6 mars 1252. Au moment de rendre l'âme, elle dit à ses parents : « Je meurs avec joie, puisque je vais être unie à mon Dieu. Il ne faut pas avoir peur de la mort, elle n'est pas effrayante, mais douce et précieuse ». Son corps, six mois après son décès, est transporté au couvent de Viterbe, sur l'ordre du pape Alexandre IV. Sa dépouille est en parfait état de conservation. De nombreux miracles eurent lieu sur son tombeau.
Le pape Innocent IV entama le procès de canonisation qui fut interrompu par sa mort en 1254. En 1457, Calixte III reconnut son culte en l'inscrivant au Martyrologe romain comme bienheureuse.
En plus de sa commémoration du 6 mars, une grande fête se tient tous les ans à Viterbe le 4 septembre en son honneur : la statue de la sainte est alors portée en procession à travers la ville.

## Procession: LaMacchina di Santa Rosa

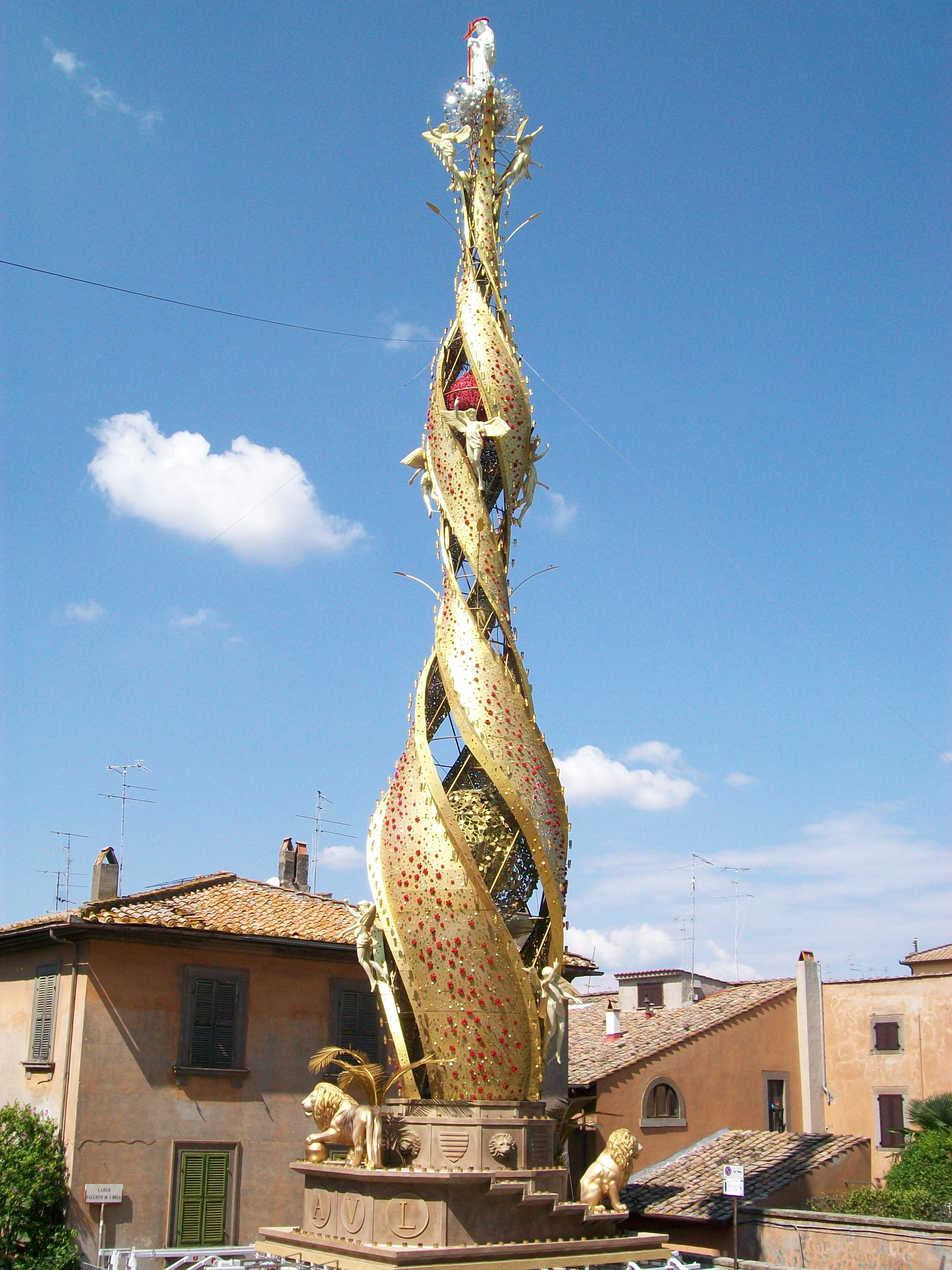
Macchina di Santa Rosa actuelle.

La « procession de Santa Rosa di Viterbo » est une cérémonie très particulière, instituée en 1664, après une épidémie de peste qu'elle aurait fait reculer. La statue de la sainte est au sommet d'une très haute et très lourde structure qui ne cesse de  s'élever, parfois décrite comme « un clocher qui chemine (it) », portée à l'épaule par une centaine d'hommes robustes : les Facchini. Tous les cinq ans la ville de Viterbe réunit un conseil collégial qui valide le dessin de la nouvelle « Macchina », aujourd'hui réalisée suivant les techniques des décors de théâtre en fibre de verre sur une structure métallique après avoir été réalisée en bois et carton pâte jusqu'aux années 1950.
Les « macchine di Santa Rosa » successives ont été réalisées dans des styles très variables, au gré des tendances en matière décorative, elles sont toujours abondamment pourvues de lumières électriques (la procession se déroule de nuit dans des rues où tout éclairage doit être éteint) et peintes de façon bariolée. La procession se déroule suivant un rituel précis, avec des arrêts bien codifiés correspondant au parcours de sainte Rose dans la ville de Viterbe.